# Liste des peintres présentés au musée du Luxembourg en 1874
| N°          | Prénom - Noms                       | Années de naissance - mort | Nom du tableau | Date achat          | Lieu de dépôt                             |
| ----------- | ----------------------------------- | -------------------------- | --- | ------------------- | ----------------------------------------- |
| 1           | Jean-Alexis Achard                  | 1807 - 1874                | La Cascade du ravin de Cernay-la-Ville | 1866                | Fontainebleau                             |
| 2           | Oswald Achenbach                    | 1827 - 1905                | Une fête à Genazzano (États romains) | 1865                | Musée d'Orsay                             |
| 3           | Théodore Caruelle d'Aligny          | 1798 - 1871                | La chasse ; soleil couchant | 1866                | Saint-Étienne                             |
| 4           | Amaury-Duval                        | 1808 - 1885                | Étude d'enfant | 1864                | Détruit                                   |
| 5           | Auguste Anastasi                    | 1820 - 1889                | Terrasse de la Villa Pamphili (Rome) ; au fond, le dôme de Saint-Pierre                                                                            | 1864                | Sénat                                     |
| 6           | Alexandre Antigna                   | 1817 - 1878                | L'Incendie | 1851                | Orléans                                   |
| 7           | Adolphe Appian                      | 1818 - 1898                | Environs de Monaco | 1873                | Sénat                                     |
| 8           | Henri Charles Antoine Baron         | 1816 - 1885                | Les vendanges en Romagne | 1855                | Niort                                     |
| 9           | Félix-Joseph Barrias                | 1822 - 1907                | Les exilés de Tibère | 1850                | Musée d'Orsay                             |
| 10          | Paul Baudry                         | 1828 - 1886                | La Fortune et le jeune enfant | 1857                | Musée d'Orsay                             |
| 11          | Charles-Édouard de Beaumont         | 1821 - 1888                | La part du capitaine | 1868                | Non localisé                              |
| 12 13       | Jean-Joseph Bellel                  | 1816 - 1898                | Solitude Vue prise aux environs de Médéah (province d'Alger)                                                                                       | 1863 1869           | Senlis Musée d'Orsay                      |
| 14          | Léon Belly                          | 1827 - 1877                | Pèlerins allant à la Mecque | 1861                | Musée d'Orsay                             |
| 15 16       | Jean-Achille Benouville             | 1815 - 1891                | Le Colisée vu du Palatin Château de Lugagnan dans la vallée d'Argelès (Hautes-Pyrénées)                                                            | 1870 1872           | Musée d'Orsay Non localisé                |
| 17          | Narcisse Berchère                   | 1819 - 1891                | Crépuscule (Nubie inférieure) | 1864                | Détruit                                   |
| 18          | Camille Bernier                     | 1823 - 1902                | Janvier (Bretagne) | 1872                | Thionville                                |
| 19          | Édouard Bertin                      | 1797 - 1871                | Vue d'un ermitage dans une ancienne excavation étrusque près de Viterbe                                                                            | 1839                | Tours, Musée des beaux-Arts               |
| 20          | James Bertrand                      | 1823 - 1887                | Mort de Virginie | 1869                | Châteauroux                               |
| 21          | François Biard                      | 1798 - 1882                | Du Couédic recevant les adieux de son équipage | 1841                | Lorient                                   |
| 22          | Pierre Billet                       | 1837 - 1922                | L'heure de la marée ; côte de Normandie | 1872                | Non localisé                              |
| 23          | Joseph Blanc                        | 1846 - 1904                | Persée | 1870                | Non localisé                              |
| 24          | Édouard-Théophile Blanchard         | 1844 - 1879                | Hylas entraîné par les nymphes | 1874                | Détruit                                   |
| 25          | Karl Bodmer                         | 1809 - 1893                | Intérieur de la forêt pendant l'hiver | 1851                | Sarlat-la-Canéda                          |
| 26          | Rosa Bonheur                        | 1822 - 1899                | Labourage nivernais ; le sombrage | 1849                | Musée d'Orsay                             |
| 27 28       | William Bouguereau                  | 1825 - 1905                | Triomphe du Martyr. Le corps de sainte Cécile apport dans les Catacombes Philomène et Progné                                                       | 1854 1862           | Lunéville Fontainebleau                   |
| 29          | Jean-François Brémond               | 1807 - 1868                | Portrait de la fille de l'artiste | 1868                | Compiègne                                 |
| 30          | Albert Brendel                      | 1827 - 1895                | Bergerie à Barbizon | 1863                | Toul                                      |
| 31          | Fabius Brest                        | 1823 - 1900                | Les Bords du Bosphore à Bébec | 1863                | Musée de l'Échevinage de Saintes          |
| 32          | Émile Breton                        | 1831 - 1902                | Un soir d'hiver | 1872                | Grenoble                                  |
| 33 34 35    | Jules Breton                        | 1827 - 1906                | La bénédiction des blés (Artois) Le rappel des glaneuses (Artois) Le Soir                                                                          | 1857 1859 1861      | Compiègne Musée d'Orsay Cuisery           |
| 36 37       | Gustave Brion                       | 1824 - 1877                | Les pèlerins de Sainte-Odile (Alsace) La fin du déluge                                                                                             | 1863 1864           | Unterlinden Non localisé                  |
| 38 39       | Charles Busson                      | 1822 - 1908                | Chasse au marais dans le Berry Anciens fossés du château de Lavardin, près de Montoire                                                             | 1865 1874           | Musée d'Orsay Corcieux                    |
| 40 41       | Alexandre Cabanel                   | 1823 - 1889                | Glorification de saint Louis Mort de Francesca de Rimini et de Paolo Malatesta                                                                     | 1853 1871           | Lunéville Musée d'Orsay                   |
| 42 43       | Louis-Nicolas Cabat                 | 1812 - 1893                | L'Étang de Ville d'Avray Un soir d'automne | 1874                | Ministère[Lequel ?] Musée d'Orsay         |
| 44          | Charles Chaplin                     | 1825 - 1891                | Les bulles de savon | 1864                | Détruit                                   |
| 45          | Paul Chardin                        | 1833 - 1918                | Une chapelle de pêcheurs, près de Plouha (Côtes d'Armor)                                                                                           | 1874                | Musée d'art et d'histoire de Saint-Brieuc |
| 46          | Victor Chavet                       | 1822 - 1906                | La dormeuse | 1858                | Non localisé                              |
| 47          | Paul Chenavard                      | 1807 - 1895                | Divina Tragedia | 1871                | Musée d'Orsay                             |
| 48          | Fleury Chenu                        | 1833 - 1875                | Les traînards ; effet de neige | 1870                | Musée d'Orsay                             |
| 49          | Paul Chevandier de Valdrome         | 1817 - 1877                | Côtes des environs de Marseille ; soleil couchant                                                                                                  | 1865                | Ministère[Lequel ?]                       |
| 50 51       | Antoine Chintreuil                  | 1814 - 1873                | L'espace Le bosquet aux chevreuils | 1869 1874           | Musée d'Orsay Sénat                       |
| 52          | Édouard Cibot                       | 1799 - 1877                | Le gouffre, près Seine-Port (Seine-et-Marne) | 1864                | Rochefort                                 |
| 53          | Louis Coignard                      | 1812 - 1883                | Le repos du matin, près d'une rivière | 1852                | Dijon                                     |
| 54          | Pierre-Charles Comte                | 1823 - 1895                | Henri III et le duc de Guise | 1856                | Château de Blois                          |
| 55          | Jean-Baptiste Corot                 | 1796 - 1875                | Paysage ; une Matinée, danse des Nymphes | 1851                | Musée d'Orsay                             |
| 56          | Charles-Louis de Frédy de Coubertin | 1822 - 1908                | Le Vendredi-Saint à Palerme (Sicile) | 1863                | Fécamp                                    |
| 57          | Thomas Couture                      | 1815 - 1879                | Les Romains de la Décadence | 1846                | Musée d'Orsay                             |
| 58 59 60    | Alfred de Curzon                    | 1820 - 1895                | Psyché Dominicains ornant de peintures leur chapelle Vue prise à Ostie pendant la crue du Tibre (États romains)                                    | 1859 1867 1868      | Sermaize-les-Bains Poitiers Non localisé  |
| 61          | Jules Dauban                        | 1822 - 1908                | Réception d'un étranger chez les trappistes | 1864                | Angers                                    |
| 62 63       | Charles-François Daubigny           | 1817 - 1878                | Écluse dans la vallée d'Optevoz (Isère) Le printemps                                                                                               | 1855 1857           | Rouen Chartres                            |
| 64          | Alfred Dehodencq                    | 1822 - 1882                | Course de taureaux en Espagne | 1850                | Pau                                       |
| 65 66 67 68 | Jules-Élie Delaunay                 | 1828 - 1891                | La communion des apôtres Peste à Rome Mort de Nessus Diane                                                                                         | 1864 1869 1870 1872 | Nantes Musée d'Orsay Nantes Musée d'Orsay |
| 69          | Alexandre Desgoffe                  | 1805 - 1882                | Les fureurs d'Oreste (Paysage) | 1868                | Détruit                                   |
| 70 71       | Blaise Alexandre Desgoffe           | 1830 - 1901                | Vase d'améthyste (XVIe siècle) Vase de cristal de roche du XVIe siècle, escarcelle de Henri II, émaux de Jean Limousin                             | 1859 1863           | Arras Angoulême                           |
| 72          | Jules Didier                        | 1831 - 1914                | Labourage dans les ruines d'Ostie ; campagne de Rome                                                                                               | 1866                | Strasbourg                                |
| 73          | Gustave Doré                        | 1832 - 1883                | L'ange de Tobie | 1865                | Colmar                                    |
| 74          | Jules-Alexandre Duval Le Camus      | 1814 - 1878                | Jacques Clément | 1862                | Détruit                                   |
| 75          | Théophile Emmanuel Duverger         | 1821 - ?                   | Le Laboureur et ses enfants | 1865                | Non localisé                              |
| 76          | Éléonore Escallier                  | 1827 - 1888                | Les Chrysanthèmes | 1869                | Bar-le-Duc                                |
| 77          | Antoine Étex                        | 1808 - 1888                | Eurydice ; dryade, nymphe des bois | 1871                | La Roche-sur-Yon                          |
| 78          | Jean-Baptiste Fauvelet              | 1819 - 1883                | Ascanio, ciseleur florentin du XVIe siècle, élève et ami de Benvenuto Cellini                                                                      | 1850                | Musée d'Orsay                             |
| 79          | Jacques-Eugène Feyen                | 1815 - 1908                | Les glaneuses de la mer | 1872                | Sénat                                     |
| 80          | Augustin Feyen-Perrin               | 1826 - 1888                | Retour de la pêche aux huitres par les grandes marées à Cancale (Ille-et-Vilaine)                                                                  | 1874                | Non localisé                              |
| 81          | Benjamin Eugène Fichel              | 1826 - 1895                | L'arrivée à l'auberge au XVIIIe siècle | 1863                | Musée d'Orsay                             |
| 82 83       | Paul Flandrin                       | 1811 - 1902                | Montagnes de la Sabine (paysage) La Solitude | 1852 1861           | Musée du Louvre                           |
| 84          | Horace Fonville                     | 1832 - 1914                | Un chemin dans les montagnes du Haut-Bugey | 1874                | Besançon                                  |
| 85          | Henri-Joseph de Forestier           | 1787 - 1872                | Jésus-Christ guérissant un jeune homme possédé du Démon                                                                                            | 1827                | Cahors                                    |
| 86 87 88    | Louis Français                      | 1814 - 1897                | La fin de l'hiver Orphée Daphnis et Chloé | 1853 1863 1872      | Ambassade Musée d'Orsay Strasbourg        |
| 89 90       | Eugène Fromentin                    | 1820 - 1876                | Courriers ; pays des Ouled-Naylis au printemps Chasse au faucon en Algérie ; la curée                                                              | 1861 1863           | Non localisé Musée d'Orsay                |
| 91          | Nicolas-Auguste Galimard            | 1813 - 1880                | L'Ode | 1852                | Musée d'Orsay                             |
| 92          | Ernest Augustin Gendron             | 1817 - 1881                | Le jour du dimanche ; scène florentine au XVe siècle                                                                                               | 1856                | Fontainebleau                             |
| 93          | Jean-Léon Gérôme                    | 1824 - 1904                | Un combat de coqs | 1847                | Musée d'Orsay                             |
| 94          | Henri Gervex                        | 1852 - 1929                | Satyre jouant avec une bacchante | 1874                | Montluçon                                 |
| 95          | Félix-Henri Giacomotti              | 1828 - 1909                | L'enlèvement d'Amymoné | 1865                | Lisle-sur-Tarn                            |
| 96 97 98    | Jean Gigoux                         | 1806 - 1894                | Mort de Cléopâtre Le bon Samaritain Portrait de Charles Fourier, fondateur du Phalanstère                                                          | 1851 1861 1872      | Chambéry Musée d'Orsay Besançon           |
| 99          | Sébastien Charles Giraud            | 1819 - 1892                | Une salle de l'hôtel de Cluny | 1867                | Musée d'Orsay                             |
| 100 101 102 | Pierre François Eugène Giraud       | 1806 - 1881                | Danse dans une posada de Grenade Une danseuse au Caire La Devisa                                                                                   | 1854 1866 1872      | Soissons Toulon Fontainebleau             |
| 103         | Victor Giraud                       | 1840 - 1871                | Un marchand d'esclaves | 1867                | Sermaize-les-Bains                        |
| 104         | André Giroux                        | 1801 - 1879                | Vue de la plaine de Grésivaudan près Grenoble, prise des côtes de Sassenage ; effet du matin                                                       | 1834                | Louhans                                   |
| 105         | Auguste-Barthélemy Glaize           | 1807 - 1893                | Les écueils | 1864                | Amiens                                    |
| 106         | Charles Gleyre                      | 1806 - 1874                | Le Soir ou Les Illusions perdues | 1843                | Musée du Louvre, Paris                    |
| 107         | Paul-Dominique Gourlier             | 1813 - 1869                | Bords du Tibre à Rome | 1867                | Sénat                                     |
| 108         | Louis-Aimé Grosclaude               | 1784 - 1869                | Toast à la vendange de 1834 | 1835                | Château de Fontainebleau                  |
| 109 110     | Théodore Gudin                      | 1802 - 1880                | Coup de vent du 7 janvier 1831 dans la rade d'Alger Incendie du Kent                                                                               | 1835 1851           | Musée de la Marine                        |
| 111         | Gustave Guillaumet                  | 1840 - 1882                | Prière du soir dans le Sahara | 1863                | Lyon                                      |
| 112         | Antoine Guillemet                   | 1841 - 1918                | Bercy en décembre | 1874                | Assemblée nationale                       |
| 113         | Édouard Jean Conrad Hamman          | 1819 - 1888                | Enfance de Charles Quint ; une lecture d'Érasme (Bruxelles, 1511)                                                                                  | 1863                | Caen                                      |
| 114         | Hector Hanoteau                     | 1823 - 1890                | Les Grenouilles Les Nénuphars La mare du village                                                                                                   | 1870                | Musée d'Orsay                             |
| 115         | Henri Harpignies                    | 1819 - 1916                | Le Soir ; souvenir de la campagne de Rome | 1867                | Montluçon                                 |
| 116 117 118 | Ernest Hébert                       | 1817 - 1908                | La Mal'aria Le baiser de Judas Les Cervarolles (États romains)                                                                                     | 1851 1853 1859      | Musée d'Orsay La Tronche Musée Hébert     |
| 119         | Pierre Edmond Alexandre Hédouin     | 1820 - 1889                | Glaneuses à Chambaudoin | 1857                | Villefranche-sur-Saône                    |
| 120         | Ferdinand Heilbuth                  | 1826 - 1889                | Le Mont-de-Piété | 1861                | Dijon                                     |
| 121 122 123 | Jean-Jacques Henner                 | 1829 - 1905                | La chaste Suzanne Idylle Le bon Samaritain | 1865 1872 1874      | Musée d'Orsay Montpellier                 |
| 124         | Alexandre Hesse                     | 1806 - 1879                | Triomphe de Pisani | 1847                | Amiens                                    |
| 125         | Eugène Ernest Hillemacher           | 1817 - 1887                | Un confessionnal de Saint-Pierre de Rome, le jour de Pâques                                                                                        | 1865                | Musée d'Orsay                             |
| 126         | Ferdinand Humbert                   | 1842 - 1934                | La Vierge, l'enfant Jésus et saint Jean-Baptiste                                                                                                   | 1874                | Metz                                      |
| 127         | Eugène Isabey                       | 1803 - 1886                | Embarquement de Ruyter et de William de Witt | 1851                | Toulon                                    |
| 128 129     | Claudius Jacquand                   | 1803 - 1878                | L'amende honorable dans un couvent de frères chevaliers, ermites de Saint-Maurice Dernière entrevue de Charles Ier avec ses enfants                | 1851 1856           | Saint-Dié Boulogne-sur-Mer                |
| 130         | Charles Jacque                      | 1813 - 1894                | Troupeau de moutons dans un paysage | 1861                | Musée d'Orsay                             |
| 131         | Charles Jalabert                    | 1819 - 1901                | Virgile, Horace et Varius chez Mécène (Virgile lit les Géorgiques)                                                                                 | 1847                | Nîmes                                     |
| 132         | Philippe-Auguste Jeanron            | 1809 - 1877                | Les Bergers. Vue du port abandonné d'Ambleteuse près Boulogne                                                                                      | 1852                | Non localisé                              |
| 133         | Ludwig Knaus                        | 1829 - 1910                | La promenade | 1855                | Arts décoratifs                           |
| 134         | Alexis Kreyder                      | 1839 - 1912                | Raisins | 1868                | Moulins                                   |
| 135         | Alexandre Laemlein                  | 1813 - 1871                | La Charité universelle | 1863                | Musée des beaux-arts de Caen              |
| 136 137     | Jacques-Émile Lafon                 | 1817 - 1886                | Sain Jean de Dieu, fondateur de l'ordre des hospitaliers de ce nom Jésus parmi les docteurs                                                        | 1865 1867           | Béziers La Rochelle                       |
| 138         | Émile Lambinet                      | 1813 - 1877                | Paysage | 1856                | Tours                                     |
| 139         | Charles Landelle                    | 1821 - 1908                | Le pressentiment de la Vierge | 1859                | Non localisé : Slovénie ?                 |
| 140 141     | Félix-Hippolyte Lanoüe              | 1812 - 1872                | Vue de la forêt de pins du Gombo, cascines de Pise Vue du Tibre, prise de l'Aqua-Acetosa ; campagne de Rome                                        | 1861 1864           | Saintes Ministère[Lequel ?]               |
| 142 143     | Emmanuel Lansyer                    | 1835 - 1893                | Paysage : le château de Pierrefonds La lande de Kerlouarneck (Finistère)                                                                           | 1869 1874           | Villefranche-sur-Saône Non localisé       |
| 144         | Louis-Auguste Lapito                | 1803 - 1874                | Vue prise dans la forêt de Fontainebleau, lieu-dit les quatre Fils-Aymon                                                                           | 1846                | Villefranche-sur-Saône                    |
| 145         | Charles Lapostolet                  | 1824 - 1890                | Vue du canal Saint-Martin, à Paris, pendant l'hiver, prise du pont de la rue des Buttes-Chaumont                                                   | 1870                | Tarbes                                    |
| 146         | Charles-Philippe Larivière          | 1798 - 1876                | Peste à Rome sous le pape Nicolas V | 1831                | Musée d'Orsay                             |
| 147         | Désiré François Laugée              | 1823 - 1896                | Eustache Lesueur chez les Chartreux | 1856                | Saint-André-les-Vergers                   |
| 148         | Hippolyte Lazerges                  | 1817 - 1887                | Descente de croix | 1855                | Détruit                                   |
| 149         | Edmond Lebel                        | 1834 - 1908                | Un vœu ; San Germano (Italie) | 1872                | Musée d'Orsay                             |
| 150         | Charles-Joseph Lecointe             | 1823 - 1886                | Le figuier maudit (paysage) | 1854                | Bernay                                    |
| 151         | Jean-Jules-Antoine Lecomte du Nouÿ  | 1842 - 1923                | Les porteurs de mauvaises nouvelles | 1872                | Tunis                                     |
| 152 153     | Jules Lefebvre                      | 1836 - 1911                | Nymphe et Bacchus La Vérité | 1866 1871           | Thionville Amiens                         |
| 154         | Alphonse Legros                     | 1837 - 1911                | Une amende honorable | 1868                | Niort                                     |
| 155         | Henri Lehmann                       | 1814 - 1882                | Désolation des Océanides au pied du roc où Prométhée est enchaîné                                                                                  | 1850                | Gap                                       |
| 156         | Pierre-Adrien-Pascal Lehoux         | 1844 - 1896                | Saint Laurent, martyr | 1874                | Non localisé                              |
| 157         | Adolphe Pierre Leleux               | 1812 - 1891                | Une noce en Bretagne | 1863                | Quimper                                   |
| 158 159     | Armand Leleux                       | 1818 - 1885                | Intérieur de la pharmacie du couvent des Capucins à Rome Un mariage chez les protestants disséminés (Suisse)                                       | 1863 1874           | Non localisé Légion d'honneur             |
| 160         | Jules Lenepveu                      | 1819 - 1898                | Les martyrs aux catacombes | 1856                | Musée d'Orsay                             |
| 161         | Eugène Lepoittevin                  | 1806 - 1870                | Vue des environs d'Étretat pendant la saison des bains                                                                                             | 1870                | Non localisé                              |
| 162         | Eugène Le Roux                      | 1833 - 1905                | Le nouveau-né, intérieur bas-breton | 1864                | Rennes                                    |
| 163         | Louis Hector Leroux                 | 1829 - 1900                | Funérailles au columbarium de la maison des Césars, porte Capène à Rome                                                                            | 1864                | Musée d'Orsay                             |
| 164         | Émile Lévy                          | 1826 - 1890                | Mort d'Orphée | 1866                | Musée d'Orsay                             |
| 165         | Henri-Léopold Lévy                  | 1840 - 1904                | Sarpédon | 1874                | Chambéry                                  |
| 166         | Mathias Leyendecker                 | 1822 - 1871                | Caille et alouettes | 1866                | Musée d'Orsay                             |
| 167         | Albert Maignan                      | 1845 - 1908                | Départ de la flotte normande pour la conquête de l'Angleterre ; Dives, 1066                                                                        | 1874                | Nérac                                     |
| 168 169     | Jean Étienne Joanny Maisiat         | 1824 - 1910                | Le bord d'un chemin, sur un coteau en Touraine Fleurs et fruits                                                                                    | 1867 1868           | Cognac Moulins                            |
| 170 171     | Charles-François Marchal            | 1825 - 1877                | Le Choral de Luther (Alsace) La foire aux servantes, à Bouwiller (Alsace)                                                                          | 1863 1864           | Épinal Bouxwiller                         |
| 172         | Louis Matout                        | 1811 - 1888                | Femme de Boghari tuée par une lionne | 1854                | Mâcon                                     |
| 173 174     | Ernest Meissonier                   | 1815 - 1891                | L'Empereur à Solférino L'Empereur entouré de son état-major                                                                                        | 1864                | Musée d'Orsay Compiègne                   |
| 175         | Enrique Mélida                      | 1838 - 1892                | Une messe de relevailles en Espagne | 1872                | Bayonne                                   |
| 176         | Hugues Merle                        | 1823 - 1881                | Une mendiante | 1861                | Musée d'Orsay                             |
| 177         | Charles-Henri Michel                | 1817 - 1905                | La Sainte Communion | 1872                | Non localisé                              |
| 178         | François-Émile Michel               | 1818 - 1909                | Semailles d'Automne | 1873                | Musée d'Orsay                             |
| 179         | Charles Monginot                    | 1825 - 1900                | Nature morte | 1853                | Musée d'Orsay                             |
| 180         | Jean-François Montessuy             | 1804 - 1876                | Le Vœu à la Madone dans la chambre d'une pauvre malade à Cerbara                                                                                   | 1849                | Agen                                      |
| 181         | Pierre Morain                       | 1821 - 1893                | L'étude personnifiée par un jeune artiste se disposant au travail                                                                                  | 1860                | Angers                                    |
| 182         | Gustave Moreau                      | 1826 - 1898                | Orphée | 1866                | Musée d'Orsay                             |
| 183         | Charles Müller                      | 1815 - 1892                | Appel des dernières victimes de la Terreur | 1851                | Versailles                                |
| 184         | Luigi Mussini                       | 1813 - 1888                | L'éducation à Sparte | 1869                | Montauban                                 |
| 185         | François Henri Nazon                | 1821 - 1902                | Bords de l'Aveyron, soir d'automne | 1863                | Montauban                                 |
| 186 187     | Pierre Justin Ouvrié                | 1806 - 1879                | Le monument de Walter Scott, Carlton Hill et la Canongate à Edimbourg Cour ovale du Château de Fontainebleau. Arrivée de Christine, reine de Suède | 1862 1840           | Le Havre Dole                             |
| 188         | Camille Adrien Paris                | 1834 - 1901                | Taureau de la campagne de Rome | 1874                | Musée d'Orsay                             |
| 189         | Isidore Patrois                     | 1815 - 1884                | Procession des Saintes Images aux environs de Saint-Petersbourg (Russie)                                                                           | 1862                | Cannes                                    |
| 190         | Léon Germain Pelouse                | 1838 - 1891                | Souvenir de Cernay (Seine-et-Oise) | 1872                | Musée d'Orsay                             |
| 191         | Octave Penguilly L'Haridon          | 1811 - 1870                | Le tripot | 1864                | Musée d'Orsay                             |
| 192         | Henri Félix Emmanuel Philippoteaux  | 1815 - 1884                | Louis XV visitant le champ de bataille de Fontenoy (mai 1745)                                                                                      | 1840                | Val-de-Grâce                              |
| 193         | Henri Place                         | 1812 - 1880                | Marine, falaise de Douvres | 1854                | Bayeux                                    |
| 194         | Ary Pleysier                        | 1809 - 1879                | Rencontre de pêcheurs dans le canal anglais, par une forte brise                                                                                   | 1865                | Grenoble                                  |
| 195 196     | Joseph Victor Ranvier               | 1832 - 1896                | La chasse au filet Enfance de Bacchus | 1864 1865           | Détruit Harfleur                          |
| 197 198     | Henri Regnault                      | 1843 - 1871                | Portrait équestre de Juan Prim Exécution sans jugement sous les rois Maures de Grenade                                                             | 1872                | Musée d'Orsay                             |
| 199 200     | Théodule Ribot                      | 1823 - 1891                | Saint Sébastien, martyr Le bon Samaritain | 1865 1871           | Musée d'Orsay                             |
| 201         | Jules Richomme                      | 1818 - 1903                | Saint Pierre d'Alcantara guérissant un enfant malade                                                                                               | 1865                | Bayonne                                   |
| 202         | Léon Riesener                       | 1808 - 1878                | Erigone | 1865                | Musée d'Orsay                             |
| 203 204 205 | Joseph-Nicolas Robert-Fleury        | 1797 - 1890                | Colloque de Poissy en 1561 Jane Shore Pillage d'une maison dans le Judecca de Veise, au Moyen Âge                                                  | 1865 1851 1855      | Paris Fontainebleau Toulouse              |
| 206 207     | Tony Robert-Fleury                  | 1837 - 1911                | Les Vieilles de la place Navone, à Santa-Maria-della-Pace Le dernier jour de Corinthe                                                              | 1867 1870           | Tours Musée d'Orsay                       |
| 208 209 210 | Philippe Rousseau                   | 1816 - 1887                | Un importun Cigognes faisant la sieste au bord d'un bassin Chevreau broutant des fleurs                                                            | 1850 1855           | Musée d'Orsay Détruit                     |
| 211         | Louis-Henri de Rudder               | 1807 - 1881                | Nicolas Flamel, alchimiste du XVe siècle | 1874                | La Rochelle                               |
| 212         | Édouard Sain                        | 1830 - 1910                | Fouilles à Pompéi | 1866                | Musée d'Orsay                             |
| 213 214     | Jean-Victor Schnetz                 | 1787 - 1870                | Vœu à la Madone Les adieux du consul Boëtius à sa famille                                                                                          | 1856 1827           | Musée d'Orsay Toulouse                    |
| 215 216     | Adolf Schreyer                      | 1828 - 1899                | Chevaux de cosaques irréguliers par un temps de neige Charge de l'artillerie impériale à Traktir, en Crimée, le 16 août 1855                       | 1864 1865           | Bordeaux Agen                             |
| 217 218     | Louis Frédéric Schützenberger       | 1825 - 1903                | Terpsychore Centaures chassant le sanglier | 1861 1864           | Musée d'Orsay Saumur                      |
| 219         | Hippolyte Sebron                    | 1801 - 1879                | Vue d'une partie de l'intérieur de la grande mosquée de Cordoue (Espagne)                                                                          | 1857                | Détruit                                   |
| 220         | Alexandre Ségé                      | 1819 - 1885                | Les chênes de Kertregonnec | 1870                | Chartres                                  |
| 221         | Émile Signol                        | 1804 - 1892                | La femme adultère | 1840                | Musée du Louvre                           |
| 222         | Paul-Constant Soyer                 | 1823 - 1903                | Dentellières à Asnières-sur-Oise | 1865                | Légion d'honneur                          |
| 223         | Nicolas François Octave Tassaert    | 1800 - 1874                | Une famille malheureuse | 1849                | Poitiers                                  |
| 224 225     | Louis Charles Timbal                | 1821 - 1880                | La muse en le poète L'agonie du Christ au Jardin des Oliviers                                                                                      | 1866 1873           | Musée d'Orsay Besançon                    |
| 226         | James Tissot                        | 1836 - 1902                | Rencontre de Faust et de Marguerite | 1860                | Le Chambon-Feugerolles                    |
| 227 228     | Charles de Tournemine               | 1812 - 1872                | Éléphants d'Afrique Habitations turques près Adalia (Asie Mineure)                                                                                 | 1867 1871           | Musée d'Orsay                             |
| 229         | Jean-Baptiste Jules Trayer          | 1824 - 1909                | La marchande de crêpes ; jour de grand marché à Quimperlé                                                                                          | 1866                | Quimper                                   |
| 230         | Benjamin Ulmann                     | 1829 - 1884                | Sylla chez Marius | 1866                | Grenoble                                  |
| 231 232     | Jean Hégésippe Vetter               | 1820 - 1900                | Molière et Louis XIV Mazarin | 1867 1871           | Sénat Assemblée nationale, Paris          |
| 233 234     | Antoine Vollon                      | 1833 - 1900                | Curiosités Poissons de mer | 1868 1870           | Lunéville Musée d'Orsay                   |
| 235         | Otto Weber                          | 1832 - 1888                | La curée de chevreuil | 1868                | Musée d'Orsay                             |
| 236         | Jules Worms                         | 1832 - 1924                | La romance à la mode | 1868                | Sénat                                     |
| 237 238     | William Wyld                        | 1806 - 1889                | Le Mont-Saint-Michel, vue prise à Avranches Vue de Venise, brouillard du matin                                                                     | 1869 1865           | Non localisé Boulogne-sur-Mer             |
| 239         | Félix Ziem                          | 1821 - 1911                | Vue de Venise | 1852                | Non localisé                              |
| 240         | Achille Zo                          | 1826 - 1901                | L'aveugle de la porte Doce Cantos, à Tolède | 1863                | Non localisé                              |